# ناحیه فلودوود، شهرستان سنت لوئیس، مینه سوتا
ناحیه فلودوود (به انگلیسی: Floodwood Township) یک منطقهٔ مسکونی در ایالات متحده آمریکا است که در شهرستان سنت لوئیس، مینه‌سوتا واقع شده‌است.
 ناحیه فلودوود ۹۱٫۹ کیلومتر مربع مساحت و ۲۸۰ نفر جمعیت دارد و ۳۷۳ متر بالاتر از سطح دریا واقع شده‌است.